# Thierry Aubin
Thierry Aubin (6 de mayo de 1942 – 21 de marzo de 2009) fue un matemático francés que trabajó en el Centro de Matemáticas de Jussieu, y fue un experto en geometría de Riemann y ecuaciones diferenciales en derivadas parciales no lineales. Sus contribuciones fundamentales se refieren a la teoría de la ecuación de Yamabe, en  conjunto con
los resultados de Trudinger  y Schoen, para probar la Conjetura de Yamabe: cada variedad compacta Riemanniana puede ser rescalada conformemente para producir una variedad de curvatura escalar constante. 
Aubin fue un visitante escolar en el Institute for Advanced Study en 1979. Fue elegido para la Academia de Ciencias de Francia en 2003.

## Publications
- Nonlinear Analysis on Manifolds. Monge–Ampère Equations ISBN 0-387-90704-1
- Aubin, Thierry (2001). A Course in Differential Geometry. Graduate Studies in Mathematics (en inglés) 27. AMS. ISBN 978-0-8218-2709-3.
- Some Nonlinear Problems in Riemannian Geometry ISBN 3-540-60752-8